# آسنووو (استان پلون)
آسنووو (به بلغاری: Asenovo) یک منطقهٔ مسکونی در بلغارستان است که در استان پلون واقع شده‌است. آسنووو  ۲۶۷ نفر جمعیت دارد و ۱۳۰ متر بالاتر از سطح دریا واقع شده‌است.